# Hévízi kistérség
A Hévízi kistérség kistérség Zala megyében, központja: Hévíz. 2007. szeptember 25-én jött létre a Keszthely–Hévízi kistérség kettéválasztásával.

## Települései
| Alsópáhok | Cserszegtomaj | Felsőpáhok   | Hévíz | Nemesbük |
| Rezi      | Sármellék     | Zalaköveskút |       |          |

## Nevezetességei

### Természeti látnivalók
- Hévízi-tó

### Épített emlékek
- Hévíz: Egregyi templom (román)
- Rezi: Vár
- Cserszegtomaj: Cserszegtomaji-kútbarlang

## Külső hivatkozások
A kistérség honlapja
Rezi vár